# 2010年热带风暴赫敏
热带风暴赫敏（英語：Tropical Storm Hermine）是2010年9月上旬在危地马拉向北直至奥克拉荷马州之间大范围地区引发洪灾的一个接近飓风强度的热带气旋。虽然风暴是在墨西哥湾获得命名，但系统实际上是由东太平洋持续时间较为短暂的第十一号热带低气压的残留直接发展形成。